# جریان سنج فراصوت
جریان سنج فراصوت (به انگلیسی: Ultrasonic Flow Meter) نوعی ابزار اندازه‌گیری جریان است که برای محاسبه ی حجم جریان، سرعت جریان سیال را با استفاده از امواج فراصوت اندازه می‌گیرد.

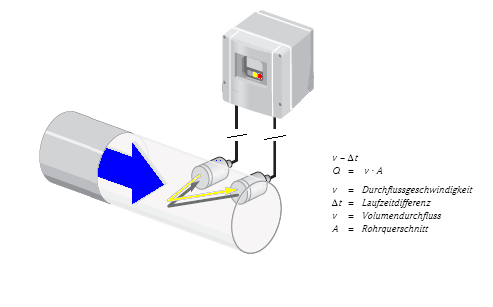
نمایی از طرح‌وساختار گونه‌ای جریان سنج فراصوت

با استفاده از مبدل فراصوت، جریان سنج می‌تواند میانگین سرعت جریان را در راستای مسیر یک دسته امواج فراصوت منتشر شده اندازه بگیرد. این کار با میانگین‌گیری از اختلاف زمان گذر اندازه‌گیری شده، بین پالس‌های (تپش های) منتشر شده در جهت جریان سیال و در خلاف جهت جریان سیال، با اندازه‌گیری تغییر بسامد در پی پدیده ی اثر دوپلر انجام می‌شود. جریان سنج‌های فراصوت تحت تأثیر ویژگی‌های آواشنودی (آکوستیک) سیال هستند، همچنین دما، چگالی، گرانروی (ویسکوزیته) و ذرات معلق می‌توانند بر جریان اندازه‌گیری شده اثر بگذارند. این نوع فلومترها از نظر هزینه ی سرمایه‌ای گران هستند، اما معمولاً از نظر کاربرد و نگهداری گران نیستند، زیرا بر خلاف جریان سنج‌های مکانیکی قطعات متحرک ندارند.
در حالت کلی این روش به دو زیرگروه اصلی تقسیم می‌شود که عبارتند از:
- روش دوپلر
- روش مرحله زمانی